# Norma Nolan
Norma Beatriz Nolan (Venado Tuerto, 22 de abril de 1938) é uma rainha da beleza argentina coroada Miss Universo 1962.
Norma conquistou o título num ano de mudanças políticas em seu país após o golpe militar, com a redemocratização e intensa produção cultural. Sua vitória, a única da Argentina até hoje, se deu depois de conquistar os juízes com seu traje típico e seu desfile em traje de noite.
De ascendência irlandesa e italiana, cabelo preto e pele muito branca, formada em secretariado, Norma começava a trabalhar como modelo na televisão argentina quando foi convencida pelos amigos a participar do Miss Argentina, que acabou vencendo. Seu desejo em Miami, ao se ver no meio de tantas mulheres bonitas dos quatro cantos do mundo, era apenas o de ficar entre as semifinalistas.
Vencendo o concurso e as loiras europeias favoritas em Miami Beach, ela recebeu US$ 15 mil em prêmios e passou o período de um ano em turnês pelos EUA e pelo mundo. Durante o Miss Universo 1963, pouco antes de passar a coroa, ela visitou no hospital sua antecessora, Marlene Schmidt, da Alemanha, internada para uma operação de urgência de apendicite.

## Vida posterior
Pouco se sabe de Norma depois seu ano de reinado e coroação de sua sucessora, a brasileira Ieda Maria Vargas, quando voltou-se para uma pacata e familiar vida privada em seu país. Por alguns anos, entretanto, voltou a exercer a profissão de modelo, casou-se em 1966, teve uma filha, e viveu na Venezuela e novamente em Miami, onde foi eleita anos antes, abrindo lá sua própria livraria, Nolan's Book Shop, antes de voltar definitivamente à Argentina. 